# هونامی سوزوکی
هونامی سوزوکی (انگلیسی: Honami Suzuki؛ زادهٔ ۱۴ اوت ۱۹۶۶) هنرپیشه اهل ژاپن است. از فیلم‌هایی که وی در آن نقش داشته‌است می‌توان به قلعه شناور اشاره کرد.